# Dniapro Mohylew
Dniapro Mohylew (biał. ФК «Дняпро» Магілёў) – białoruski klub piłkarski z siedzibą w Mohylewiu.

## Historia
Chronologia nazw:
- 1960—1963: Chimik Mohylew (biał. «Хімік» (Магілёў))
- 1964—1973: Spartak Mohylew (biał. «Спартак» (Магілёў))
- 1974—1997: Dniapro Mohylew (biał. «Дняпро» (Магілёў))
- 1998—2005: Dniapro-Transmasz Mohylew (biał. «Дняпро-Трансмаш» (Магілёў))
- 2006—...: Dniapro Mohylew (biał. «Дняпро» (Магілёў))

Został założony w 1960 roku. W 1998 roku połączył się z innym klubem z Mohylewa, Transmaszem.

## Osiągnięcia
- Mistrz Białorusi (1): 1998
- Wicemistrz Białorusi (1): 1992

## Trenerzy
- W. Mackiewicz (1960)
- W. Gazajew (1960)
- A. Zagrecki (1961–1963)
- Jury Baczurin (1964–1965)
- N. Szewielanczyk (1965–1967)
- I. Kagan (1968–1969)
- W. Radziszewski (1970–1973)
- W. Szarbur (1974–1976)
- O. Wołoch (1977–1978)
- W. Gordiejew (1979)
- Anatolij Bajdaczny (1980–1985)
- / Waleryj Stralcou (1986–1993, 1994–1995, 1995–2003, 2003–2005, 2007–2008)[1]
- Uładzimir Kaściukou (2006)[2]
- Andrej Skarabahaćka (2008–2011)[3]
- Wiaczasłau Hieraszczanka (2011–)[4][5]

## Europejskie puchary
Legenda do wszystkich tabel:
- Q – runda eliminacyjna, 1/16, 1/8, 1/4, 1/2 – odpowiednia faza rozgrywek, Grupa – runda grupowa, 1r gr – pierwsza runda grupowa, 2r gr – druga runda grupowa, F – finał, R – runda, PO – play-off
- k. – rzuty karne, los. – losowanie, Dogr. – dogrywka, w. – zasada bramek strzelonych na wyjeździe

| Sezon     | Rozgrywki        | Runda   | Klub            | Dom | Wyjazd | Ogólnie    |
| --------- | ---------------- | ------- | --------------- | --- | ------ | ---------- |
| 1995      | Puchar Intertoto | Grupa 8 | Bečej           | 2–1 |        | 3. miejsce |
| 1995      | Puchar Intertoto | Grupa 8 | Pogoń Szczecin  |     | 3–3    | 3. miejsce |
| 1995      | Puchar Intertoto | Grupa 8 | AS Cannes       | 2–2 |        | 3. miejsce |
| 1995      | Puchar Intertoto | Grupa 8 | Farul Konstanca |     | 0–2    | 3. miejsce |
| 1998      | Puchar Intertoto | 1R      | Debrecen        | 2–4 | 0–6    | 2–10       |
| 1999/2000 | Liga Mistrzów    | 2R      | AIK Fotboll     | 0–1 | 0–2    | 0–3        |
| 2000      | Puchar Intertoto | 1R      | Silkeborg       | 2–1 | 2–1    | 4–2        |
| 2000      | Puchar Intertoto | 2R      | Chmel Blšany    | 0–2 | 2–6    | 2–8        |
| 2010/11   | Liga Europy      | 1Q      | Laçi            | 7–1 | 1–1    | 8–2        |
| 2010/11   | Liga Europy      | 2Q      | Stabæk Fotball  | 1–1 | 2–2    | 3–3, w.    |
| 2010/11   | Liga Europy      | 3Q      | Baník Ostrava   | 1–0 | 2–1    | 3–1        |
| 2010/11   | Liga Europy      | PO      | Villareal       | 1–2 | 0–5    | 1–7        |